# Syfania giraudeaui
Syfania giraudeaui là một loài bướm đêm trong họ Noctuidae.